# Mistrzostwa Świata w Wioślarstwie 2005
35. Mistrzostwa Świata Seniorów w Wioślarstwie 2005 – odbywały się między 28 sierpnia i 4 września w japońskim mieście Gifu. Były to pierwsze mistrzostwa organizowane w Azji.

## Medaliści

### Konkurencje mężczyzn
| Konkurencja                              | Złoto | Srebro | Brąz |
| M1x (jedynka)                            | Nowa Zelandia · Mahe Drysdale | Norwegia · Olaf Tufte | Czechy · Ondřej Synek |
| M2x (dwójka podwójna)                    | Słowenia · Luka Špik · Iztok Čop | Włochy · Federico Gattinoni · Luca Ghezzi | Niemcy · Christian Schreiber · Rene Burmeister |
| M4x (czwórka podwójna)                   | Polska · Konrad Wasielewski · Marek Kolbowicz · Michał Jeliński · Adam Korol                                                                                            | Słowenia · Matej Prelog · Davor Mizerit · Luka Špik · Iztok Čop | Estonia · Jüri Jaanson · Leonid Gulov · Tõnu Endrekson · Andrei Jämsä                                                                                           |
| M2+ (dwójka ze sternikiem)               | Australia · Hardy Cubasch · Sam Conrad · Marc Douez | Włochy · Dario Cerasola · Edoardo Verzotti · Manuel Belingerio | Stany Zjednoczone · Jordan Smith · Micah Boyd · Chase Phillips                                                                                                  |
| M2- (dwójka bez sternika)                | Nowa Zelandia · Nathan Twaddle · George Bridgewater | Południowa Afryka · Ramon di Clemente · Donovan Cech | Włochy · Luca Agamennoni · Dario Lari |
| M4+ (czwórka ze sternikiem)              | Francja · Nicolas Podpovitny · Vincent Durupt · Alex Johnatan Mathis · Lionel Jacquiot · Nicolas Majerus                                                                | Stany Zjednoczone · Troy Keeper · Matt Hughes · Patrick Sullivan · Brett Newlin · Marcus McElhenney                                                                           | Niemcy · Toni Seifert · Matthias Flach · Johannes Doberschütz · Falk Müller · Martin Sauer                                                                      |
| M4- (czwórka bez sternika)               | Francja · Franck Solforosi · Jérémy Pouge · Jean-Christophe Bette · Fabien Tilliet                                                                                      | Irlandia · Timmy Harnedy · Eugene Coakley · Richard Archibald · Paul Griffin                                                                                                  | Włochy · Lorenzo Bertini · Salvatore Di Somma · Elia Luini · Bruno Mascarenhas                                                                                  |
| LM1x (jedynka wagi lekkiej)              | Grecja · Wasilis Polimeros | Wielka Brytania · Zac Purchase | Francja · Fabrice Moreau |
| LM2x (dwójka podwójna wagi lekkiej)      | Węgry · Zsolt Hirling · Tamás Varga | Dania · Mads Rasmussen · Rasmus Quist | Polska · Paweł Rańda · Robert Sycz |
| LM4x (czwórka podwójna wagi lekkiej)     | Włochy · Gardino Pellolio · Daniele Gilardoni · Luca Moncada · Filippo Mannucci                                                                                         | Belgia · Justin Gevaert · François Libois · Wouter van der Fraenen · Kristof Dekeyser                                                                                         | Kanada · Jeff Bujas · Douglas Vandor · Matthew Jensen · Morgan Jarvis                                                                                           |
| LM2- (dwójka bez sternika wagi lekkiej)  | Dania · Bo Helleberg · Thomas Ebert | Chile · Miguel Cerda · Felipe Leal | Włochy · Salvatore Amitrano · Catello Amarante |
| LM4- (czwórka bez sternika wagi lekkiej) | Francja · Franck Solforosi · Jérémy Pouge · Jean-Christophe Bette · Fabien Tilliet                                                                                      | Irlandia · Timmy Harnedy · Eugene Coakley · Richard Archibald · Paul Griffin                                                                                                  | Włochy · Lorenzo Bertini · Salvatore Di Somma · Elia Luini · Bruno Mascarenhas                                                                                  |
| M8+ (ósemka)                             | Stany Zjednoczone · Paul Daniels · Matt Deakin · Steve Coppola · Dan Beery · Joshua Inman · Bryan Volpenhein · Beau Hoopman · Marcus McElhenney · Mike Blomquist        | Włochy · Lorenzo Carboncini · Niccolò Mornati · Pierpaolo Frattini · Valerio Pinton · Mario Palmisano · Dario Dentale · Raffaello Leonardo · Carlo Mornati · Gaetano Iannuzzi | Niemcy · Jochen Urban · Sebastian Schulte · Stephan Koltzk · Jan-Martin Bröer · Jan Tebrügge · Ulf Siemes · Thorsten Engelmann · Andreas Penkner · Peter Thiede |
| LM8+ (ósemka wagi lekkiej)               | Włochy · Jiri Vlcek · Daniele Danesin · Michele Savrie · Martino Goretti · Luigi Scala · Nicola Moriconi · Giuseppe Del Gaudio · Fabrizio Gabriele · Gianluca Barattolo | Japonia · Yusuke Imai · Shuya Matsuda · Kazuyoshi Okamoto · Masayuki Yoshizaki · Shimpei Murai · Yu Kataoka · Takehiro Kubo · Tatsuya Mizobe · Makoto Nakasaka                | |

### Konkurencje kobiet
| Konkurencja                          | Złoto | Srebro | Brąz |
| W1x (jedynka)                        | Białoruś · Kaciaryna Karsten | Czechy · Miroslava Knapková | Stany Zjednoczone · Michelle Guerette |
| W2x (dwójka podwójna)                | Nowa Zelandia · Georgina Evers-Swindell · Caroline Evers-Swindell                                                                                           | Bułgaria · Rumjana Nejkowa · Miglena Markowa | Australia · Amber Bradley · Sally Kehoe |
| W4x (czwórka podwójna)               | Wielka Brytania · Rebecca Romero · Sarah Winckless · Frances Houghton · Katherine Grainger                                                                  | Niemcy · Kathrin Boron · Susanne Schmidt · Britta Oppelt · Stephanie Schiller                                                                                               | Rosja · Olga Samulenkowa · Oksana Dorodnowa · Łarisa Mierk · Irina Fiedotowa                                                                                        |
| W2- (dwójka bez sternika)            | Nowa Zelandia · Juliette Haigh · Nicky Coles | Australia · Sarah Outhwaite · Natalie Bale | Rosja · Wiera Poczitajewa · Walerija Starodubrowska |
| W4- (czwórka bez sternika)           | Australia · Robyn Selby Smith · Pauline Frasca · Kate Hornsey · Emily Martin                                                                                | Niemcy · Mandy Emmrich · Wilma Dressel · Kerstin Naumann · Christiane Hölzel                                                                                                | Białoruś · Natalla Haurylenka · Wolha Płaszkowa · Tatsina Narelik · Maryja Brel                                                                                     |
| LW1x (jedynka wagi lekkiej)          | Holandia · Marit van Eupen | Francja · Benedicte Dorfman | Hiszpania · Teresa Mas De Xaxars Rivero |
| LW2x (dwójka podwójna wagi lekkiej)  | Niemcy · Daniela Reimer · Marie-Louise Dräger | Stany Zjednoczone · Renee Hykel · Julia Nichols | Finlandia · Sanna Stén · Minna Nieminen |
| LW4x (czwórka podwójna wagi lekkiej) | Kanada · Tracy Cameron · Mara Jones · Elizabeth Urbach · Melanie Kok                                                                                        | Dania · Kirsten Jepsen · Maria Pertl · Katrin Olsen · Juliane Rasmussen | Wielka Brytania · Tanya Brady · Lorna Norris · Hester Goodsell · Naomi Hoogesteger                                                                                  |
| W8+ (ósemka)                         | Australia · Sarah Outhwaite · Robyn Selby Smith · Sonia Mills · Kate Hornsey · Emily Martin · Fleur Chew · Pauline Frasca · Sarah Heard · Elizabeth Patrick | Rumunia · Eniko Barabas · Georgeta Craciun · Camelia Lupascu · Ana Maria Apachiței · Elena Serban-Parvan · Ioana Papuc · Rodica Florea · Simona Strimbeschi · Rodica Anghel | Holandia · Femke Dekker · Nienke Dekkers · Nienke Hommes · Hurnet Dekkers · Annamarieke van Rumpt · Laura Posthuma · Annemiek de Haan · Helen Tanger · Ester Workel |

## Klasyfikacja medalowa
| Lp. | Państwo           |    |    |    | Razem |
| --- | ----------------- | -- | -- | -- | ----- |
| 1.  | Nowa Zelandia     | 4  | –  | –  | 4     |
| 2.  | Australia         | 3  | 1  | 1  | 5     |
| 3.  | Włochy            | 2  | 3  | 3  | 8     |
| 4.  | Francja           | 2  | 1  | 1  | 4     |
| 4.  | Wielka Brytania   | 2  | 1  | 1  | 4     |
| 6.  | Niemcy            | 1  | 2  | 3  | 6     |
| 7.  | Stany Zjednoczone | 1  | 2  | 2  | 5     |
| 8.  | Holandia          | 1  | 1  | 1  | 3     |
| 9.  | Słowenia          | 1  | 1  | –  | 2     |
| 10. | Kanada            | 1  | 3  | 2  | 3     |
| 11. | Polska            | 1  | –  | 1  | 2     |
| 11. | Białoruś          | 1  | –  | 1  | 2     |
| 13. | Grecja            | 1  | –  | –  | 1     |
| 13. | Węgry             | 1  | –  | –  | 1     |
| 15. | Dania             | 1  | 2  | –  | 3     |
| 16. | Czechy            | –  | 1  | 1  | 1     |
| 17. | Belgia            | –  | 1  | –  | 1     |
| 17. | Bułgaria          | –  | 1  | –  | 1     |
| 17. | Irlandia          | –  | 1  | –  | 1     |
| 17. | Norwegia          | –  | 1  | –  | 1     |
| 17. | Rumunia           | –  | 1  | –  | 1     |
| 17. | Południowa Afryka | –  | 1  | –  | 1     |
| 17. | Chile             | –  | 1  | –  | 1     |
| 17. | Japonia           | –  | 1  | –  | 1     |
| 25. | Rosja             | –  | –  | 2  | 2     |
| 26. | Estonia           | –  | –  | 1  | 1     |
| 26. | Finlandia         | –  | –  | 1  | 1     |
| 26. | Hiszpania         | –  | –  | 1  | 1     |
|     | Razem             | 23 | 23 | 22 | 68    |